# (2103) Laverna
(2103) Laverna es un asteroide perteneciente al cinturón de asteroides, descubierto el 20 de marzo de 1960 por el equipo del Observatorio Astronómico de La Plata desde el Observatorio Astronómico de La Plata, Argentina.

## Designación y nombre
Designado provisionalmente como 1960 FL. Fue nombrado Laverna en homenaje a Laverna la diosa romana protectora de los ladrones.